# زفولون هامر

زفولون هامر

زفولون هامر (بالعبرية:זבולון המר ، ولد في 31 مايو 1936 وتوفي في 20 يناير 1998) كان سياسي في مجلس الوزراء الإسرائيلي ونائب رئيس الوزراء.

## روابط خارجية
- زفولون هامر على الموقع الإلكتروني للكنيست